# 楽ナビ

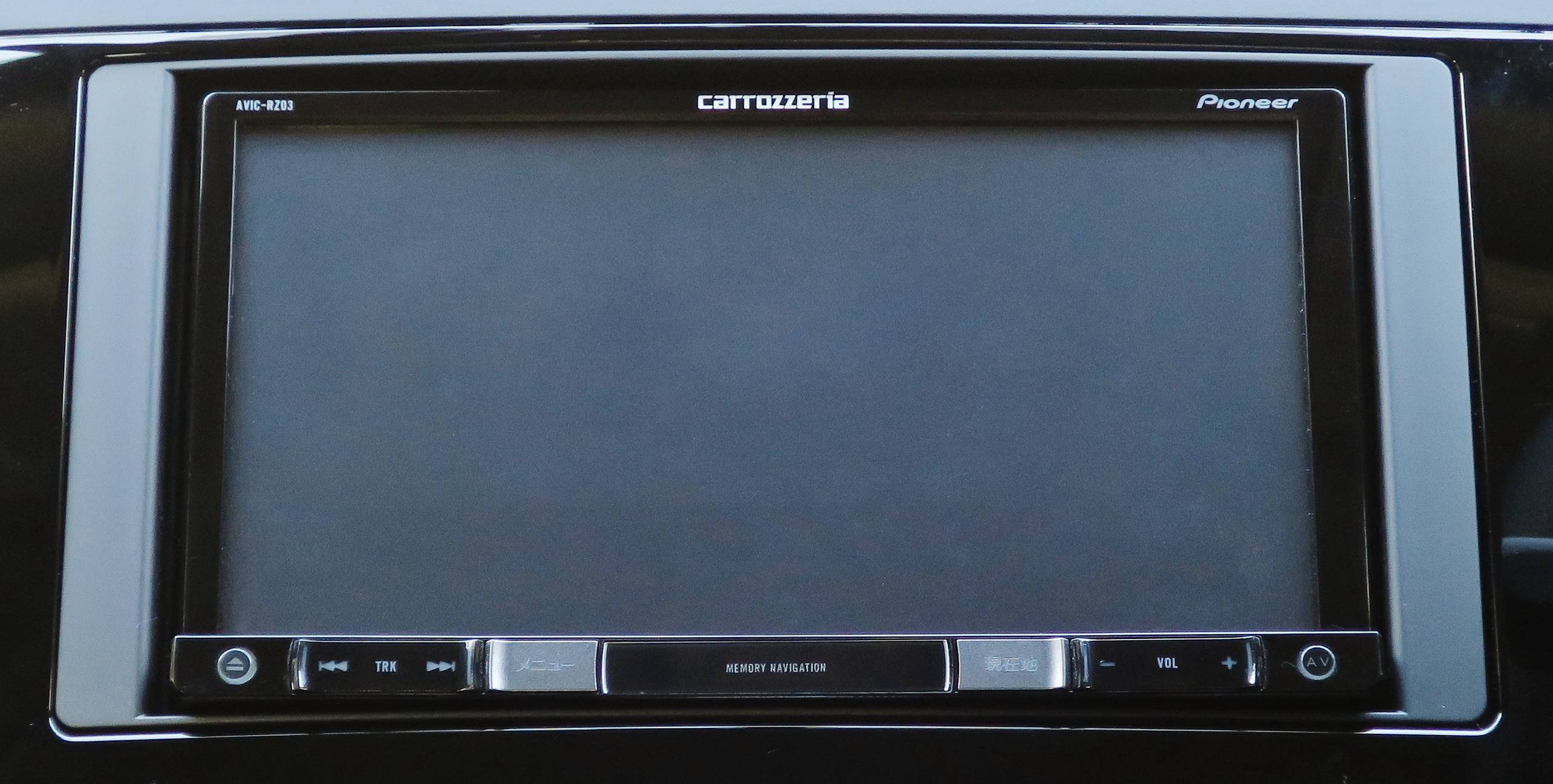
楽ナビ AVIC-RZ03

楽ナビ（らくナビ、英語: RAKU NAVI）は、パイオニアの車載用AV機器事業ブランドのカロッツェリアが製造、販売するカーナビゲーションシリーズの一つ。初代の楽ナビは1998年（平成10年）に発売された。地図はジオテクノロジーズから提供を受けている。現在の表記名は「楽NAVI」で、キャッチコピーは「高性能」×「使いやすさ」+（大画面 メディアでえらべる）= 楽NAVI。
なお、楽ナビシリーズである「楽ナビLite」についてもこのページで紹介する。

## 解説
パイオニアは1990年にGPS初のカーナビを発売し、1997年の時にフラグシップモデルを「サイバーナビ」と、普及モデルを「楽ナビ」の2系統に分けてラインナップすることとなった。
本機が発売された当初は記録メディアがCD-ROMであったが、2000年にDVD-ROMに、2005年にはHDDに変更された。楽ナビLiteはフラッシュメモリでもともと発売されていたが、2012年に楽ナビと楽ナビLiteとエアーナビを統合し、その際に楽ナビもフラッシュメモリーに変更され、楽ナビのブランドでポータブルナビを発売した。
2010年までは楽ナビと楽ナビLiteとでは、地図更新（バージョンアップ）が異なっていた。楽ナビは、2回（2年分）DVDでの更新で、楽ナビLiteは3年分のパソコンとSDメモリーカードを使っての更新だったが、統合されてからは楽ナビは楽ナビLiteと同様にパソコンとSDメモリーカードを使っての更新となった。

## 楽ナビLite
楽ナビLite（らくなびライト）は、楽ナビの基本機能のみを抑えたカーナビゲーションであり、2008年〜2011年のみ発売された製品である。
記録メディアは8GBフラッシュメモリを使用しているが、パイオニアが独自開発した超圧縮データ技術「L-format」により、HDDカーナビと変わらない地図情報を収録できる。
2010年度の市販AV一体型メモリーナビゲーションカテゴリーで売上台数1位を獲得している。

### 楽ナビと楽ナビLiteの違い
基本的には大きな違いはないが、機能的に違いがあり、楽ナビはVICS用ビーコンユニット（ND-B6等）が使用できるが、楽ナビLiteではできない。他に、楽ナビには音楽CDを録音できる機能（ミュージックサーバー）ができるが、楽ナビLiteにはできないなどの違いがある。

## 沿革
- 1998年：サイバーナビと楽ナビに分けられ、初代の楽ナビ「AVIC-500」が発売された[1]。
- 2005年：HDD楽ナビ「AVIC-HRZ09」が発売され、記録メディアがDVDからHDDへと変更された[1]。
- 2006年：本機の販売累計が120万台を突破した[1]。
- 2007年：スマートループに対応するようになった[10]。
- 2008年：楽ナビLiteが発売された[1]。この年に発売された楽ナビの画面解像度がQVGAからVGAに変更された。
- 2010年：楽ナビLiteがAV一体型メモリーナビゲーションカテゴリーで売上台数1位となる[8]。
- 2012年：エアージェスチャーを搭載された「AVIC-MRZ009/MRZ007」とポータブル楽ナビ「AVIC-MRP009」を発売し、同時に記録メディアがHDDからフラッシュメモリに変更された[1]。
- 2013年：発売15年目で累計出荷台数が300万台を突破した[11]。
- 2014年：本機初の8V型ナビ「AVIC-RL09」を発売した。
- 2016年：今回からVICSのVICS WIDEに対応しており、これに応じてVICS用ビーコンには対応しなくなった[12]。
- 2018年：本機初の9V型ナビ「AVIC-RQ902」を発表[13]。

## 型番
※ 太字は現在販売している型番である。（生産終了品は除く。）詳しくはこちらを参照。
- AVIC-HRZシリーズ（2005年〜2010年）

メインタイプのHDDカーナビ。
- AVIC-HRVシリーズ（2005年〜2010年）

オンダッシュタイプのHDDカーナビ。
- AVIC-DRZシリーズ（2004年〜2007年）

メインタイプのDVDカーナビ。
- AVIC-DRVシリーズ（2003年〜2007年）

オンダッシュタイプのDVDカーナビ。
- AVIC-DRシリーズ（2000年〜2007年）

オンダッシュタイプのDVDカーナビ。
- AVIC-MRPシリーズ（2012年〜2015年）

ポータブルモデル。
- AVIC-MRZシリーズ（2008年〜2013年）

登場当時は楽ナビLite。後に楽ナビに統合。
- AVIC-RZシリーズ（2014年〜 ）

180mm2DINモデル。
- AVIC-RWシリーズ（2014年〜 ）

200mmワイドモデル。
- AVIC-RLシリーズ（2014年〜 ）

8V型ラージモデル。
- AVIC-RQシリーズ（2018年〜 ）

9V型ラージモデル。画面解像度が楽ナビ唯一のWXGAとなっている。
- AVIC-RFシリーズ（2023年〜 ）

9V型フローティングモデル。

## テレビCMソング
※過去にコマーシャルソングとして使用されたものである。
- 一世風靡セピア -「前略、道の上より」（2004年使用）
  - CMには哀川翔、柳葉敏郎、勝俣州和が出演していた。